# Rocky (film)
A Rocky 1976-ban bemutatott amerikai filmdráma, melyet Sylvester Stallone forgatókönyve alapján John G. Avildsen rendezett.
A főbb szerepekben Sylvester Stallone, Talia Shire, Burt Young, Burgess Meredith és Carl Weathers látható. Az alacsony, mindössze egymillió dolláros költségvetéssel készült film a mozikban és a kritikusok körében is váratlan sikert aratott, tíz Oscar-jelölést kapott, ebből hármat meg is nyert és az addig jóformán ismeretlennek számító Stallonét a hollywoodi sztárok sorába emelte. Szerepel az 1001 film, amit látnod kell, mielőtt meghalsz című könyvben.
A Rockyt öt folytatás és három spin-off rész követte: Rocky II. (1979), Rocky III. (1982), Rocky IV. (1985), Rocky V. (1990), Rocky Balboa (2006) valamint a Creed: Apollo fia (2015), a Creed II. (2018) és Creed III.. (2023).

## Rövid történet
Egy olasz-amerikai, Philadelphiában élő bokszoló, Rocky Balboa lehetőséget kap rá, hogy megmérkőzzön a nehézsúlyú ökölvívó-világbajnokkal, Apollo Creeddel a bajnoki címért. Noha szinte semmi esélye a győzelemre, Rocky kemény edzésbe kezd, hogy bizonyítson.

## Cselekmény
Az egyszerű észjárású, iskolázatlan Rocky Balboa Philadelphia olaszok lakta negyedében él. Nappal Tony Gazzónak, egy helyi uzsorásnak dolgozik pénzbehajtóként, éjszakánként pedig kisstílű helyi meccseken bokszol. A nehézsúlyú ökölvívó-világbajnok, Apollo Creed (Carl Weathers) nagyszabású tervekkel készül a függetlenségi nyilatkozat kihirdetésének kétszázadik évfordulója alkalmával rendezett mérkőzésre. Ám ellenfele váratlanul lesérül, így Apollo menedzserei kénytelenek új ellenfelet találni. Ilyen rövid idővel a mérkőzés előtt a bajnoknak az az ötlete támad, hogy esélyt ad egy philadelphiai amatőr bunyósnak a cím elnyerésére. Választása Rockyra esik, pusztán azért, mert Apollónak megtetszik Balboa beceneve, az Olasz Csődör.
Rockyt a Creed elleni mérkőzésre egy idős, visszavonult bokszoló, Mickey Goldmill (Burgess Meredith) készíti fel, akinek az edzőtermében az Olasz Csődör már évek óta edz. Kettejük között eleinte feszült a légkör, mivel Rocky úgy érzi, Mickey elhanyagolta őt azóta, hogy fiatalon megkérte arra, segítsen neki befutott bokszolóvá válnia. Mickey szerint viszont Rocky tékozolta el a tehetségét. A felkészülést Rocky barátja, Paulie Pennino (Burt Young) is támogatja, aki hűtőházi munkásként megengedi neki, hogy a fagyasztott húsokat bokszolva gyakorolja az ütéseket. Rocky Paulie visszahúzódó húgának, az állatkereskedésben dolgozó Adriannek (Talia Shire) udvarol, aki félénkségéből adódóan eleinte hűvösen fogadja a közeledését. Paulie drasztikus közbenjárására Rockynak Hálaadás-napján végül sikerül randevúra hívnia és meghódítania őt.
A rendhagyó és Apollo részéről látványos showelemekkel tarkított bokszmeccset Rockyn kívül senki sem veszi komolyan, Apollo is elvicceli a mérkőzést. Amikor Rocky az első menetben váratlanul a padlóra küldi a bajnokot (aki pályafutása során először kerül ilyen helyzetbe a ringben), hevessé válik a harc. A tizenöt meneten át tartó küzdelemben mindkét fél komoly sérüléseket szerez, végül megosztott pontozással Apollo megőrzi világbajnoki övét. Rockyt azonban ez nem érdekli, mert ő volt Apollo első ellenfele, aki végig talpon tudott maradni, ezért a meccs végén boldogan öleli magához barátnőjét a kamerák kereszttüzében.

## Szereplők
| Szerep                 | Színész            | Magyar hang                   | Magyar hang                   |
| Szerep                 | Színész            | - 1. magyar változat - (1985) | - 2. magyar változat - (2001) |
| ---------------------- | ------------------ | ----------------------------- | ----------------------------- |
| Robert "Rocky" Balboa  | Sylvester Stallone | Bubik István                  | Kálid Artúr                   |
| Adrian Pennino         | Talia Shire        | Igó Éva                       | Kocsis Judit                  |
| Paulie Pennino         | Burt Young         | Máté Gábor                    | Kerekes József                |
| Apollo Creed           | Carl Weathers      | Vass Gábor                    | Háda János                    |
| Mickey Goldmill        | Burgess Meredith   | Vándor József                 | Makay Sándor                  |
| Tony "Duke" Evers      | Tony Burton        | Beregi Péter                  | Szűcs Sándor                  |
| Tony Gazzo             | Joe Spinell        |                               | Barbinek Péter                |
| George "Miles" Jergens | Thayer David       | Verebes Károly                | Dengyel Iván                  |
| Spider Rico            | Pedro Lovell       |                               |                               |
| utcai énekes           | Frank Stallone     |                               |                               |

A filmben cameoszerepet vállalt a nehézsúlyú bokszoló Joe Frazier, aki a valóságban háromszor is megmérkőzött Muhammad Alival (a szókimondó Apollo Creed figuráját részben Ali alakja ihlette). Az Oscar-díj ceremónián Stallone és Ali egy rövid komikus jelenetet adott elő, hogy megmutassák, Ali nem érezte támadónak a filmet. Frazier mellett a sportriporter Stu Nahan is szerepet kapott, a rádiós és televíziós bemondóval, Bill Baldwinnal együtt. A Troma Entertainment alapítója, Lloyd Kaufman egy részeget alakít.
Stallone bátyja, az énekes-dalszerző Frank Stallone utcai énekesként látható (Frank a második és harmadik részben is feltűnik).

## A film készítése

### Az alapötlet
Sylvester Stallonét a forgatókönyv megírására a Chuck Wepner és Muhammad Ali között 1975. március 24-én lezajlott legendás mérkőzése ihlette, ahol az esélytelennek tartott Wepner 15 meneten át talpon maradt, végül a meccs utolsó pillanataiban technikai KO-val veszített. A sokak által komolytalannak és nyilvános viccnek tartott összecsapás meglepő eredménnyel zárult; Wepner azon kevesek közé tartozik, akik tizenöt menetet végig tudtak küzdeni Ali ellen, noha az előrejelzések szerint három menetet sem bírt volna ki – ráadásul a kilencedik menetben padlóra is küldte Alit. Chuck Wepner 2003-ban beperelte Stallonét, mert állítása szerint a színész éveken át az ő beleegyezése nélkül használta nevét a filmmel kapcsolatban és pénzt követelt a Rocky-filmek sikere után. Három évig tartó pereskedés után Stallone peren kívül egyezett meg a hajdani ökölvívóval.
Stallone Wepner küzdelme mellett a saját történetét is beleírta a filmbe, mint nincstelen, igyekvő forgatókönyvíró és színész, aki képtelen befutni és ismertté válni a nagyközönség számára.
A film cselekményének néhány emlékezetessé vált jelenetéhez – amikor Rocky a hűtőházban felaggatott húsokat használja bokszzsákként, illetve a múzeum lépcsőin való futás – a nehézsúlyú bajnok, Joe Frazier felkészülési módszerei szolgáltak alapul, azonban Frazier elmondása szerint ezért soha nem kapott semmiféle ellenszolgáltatást.
A stúdió munkatársainak tetszett a forgatókönyv, azonban Rocky alakját olyan már befutott sztárokkal akarták megformálni, mint Robert Redford, Ryan O'Neal, Burt Reynolds vagy James Caan. Stallone viszont a felajánlott magas pénzösszeg és családtagjai biztatása ellenére sem volt hajlandó eladni forgatókönyvét és ragaszkodott a főszerephez.

## Fogadtatás

### Bevételi adatok
A film csupán 1,1 millió dollárból készült, de az Egyesült Államokban több mint 117 millió dollár bevételt ért el, míg a világ többi országában körülbelül 108 millió dolláros bevételt hozott, így az összbevétel eléri a 225 millió dollárt. A sportdrámákat tekintve a Rocky a negyedik helyezést foglalja el, a sorozat harmadik és negyedik része, illetve a Vágta(2003) című film után.
A Rocky-filmeket összességében nézve, az amerikai bevételek alapján a Rocky a harmadik helyen áll, a Rocky IV és a Rocky III után.
A Rocky az Amerikai Filmintézet (American Film Institute, AFI) százas listáira több alkalommal is felkerült:
- Minden idők 100 legjobb amerikai filmje – 78. hely[16]
- Minden idők 100 legjobb amerikai filmje (a 10. évforduló alkalmával kiadott lista) – 57. hely[17]
- AFI's 100 Years... 100 Cheers (a leginkább inspiráló filmek listája) – 4. hely[18]
- AFI 100 év, 100 filmidézet – 80. hely („Yo, Adrian!”, magyarul „Hé, Adrian!”)[19]
- AFI 100 Hős és Gonosztevő – Hősök, 7. hely (Rocky Balboa)[20]
- AFI 100 év, 100 izgalom – 52. hely[21]
- AFI's 10 Top 10 (műfajonként a tíz legjobb film) – sportfilmek, 2. hely[22]
- AFI 100 év, 100 dal – 58. hely („Gonna Fly Now”)[23]

## Díjak és jelölések
- Oscar-díj (1977)[24]
  - díj: legjobb film (Robert Chartoff és Irwin Winkler)
  - díj: legjobb rendező (John G. Avildsen)
  - díj: legjobb vágás (Richard Halsey és Scott Conrad)
  - jelölés: legjobb eredeti forgatókönyv (Sylvester Stallone)
  - jelölés:legjobb férfi főszereplő (Sylvester Stallone – Rocky Balboa)
  - jelölés:legjobb női főszereplő (Talia Shire – Adrian Pennino)
  - jelölés:legjobb férfi mellékszereplő (Burt Young – Paulie Pennino)
  - jelölés:legjobb férfi mellékszereplő  (Burgess Meredith – Mickey Goldmill)
  - jelölés:legjobb eredeti filmzene (Bill Conti, Carol Connors és Ayn Robbins a „Gonna Fly Now” című dalért)
  - jelölés:legjobb hangvágás (Harry W. Tetrick, William L. McCaughey, Lyle J. Burbridge és Bud Alper)
- Golden Globe-díj (1977) [25]
  - díj: legjobb drámai film
  - jelölés: legjobb rendező (John G. Avildsen)
  - jelölés: legjobb forgatókönyv (Sylvester Stallone)
  - jelölés: legjobb férfi főszereplő (filmdráma) (Sylvester Stallone)
  - jelölés: legjobb női főszereplő (filmdráma) (Talia Shire)
  - jelölés: legjobb eredeti filmzene (Bill Conti)
- BAFTA-díj (1978)[26]
  - jelölés: legjobb film
  - jelölés: legjobb rendező (John G. Avildsen)
  - jelölés: legjobb eredeti forgatókönyv (Sylvester Stallone)
  - jelölés: legjobb férfi főszereplő (Sylvester Stallone)
  - jelölés: legjobb vágás (Richard Halsey)
- David di Donatello-díj (1977)[27]
  - díj: legjobb külföldi színész (Sylvester Stallone)

## A film zenéje
A film zenéjét Bill Conti komponálta. A főtéma, azaz a Gonna Fly Now címet viselő dalt 1977-ben legjobb eredeti betétdal kategóriában jelölték Oscar-díjra, emellett az Amerikai Filmintézet 100 év, 100 dal („AFI's 100 Years... 100 Songs”) listáján az 58. helyezést érte el. Bill Conti alkotta a későbbi Rocky II., Rocky III., Rocky V. és a Rocky Balboa filmzenéjét is.
A filmzenei album 1977-ben jelent meg, majd 1988-ban az EMI CD-n és kazettán újra kiadta. 2006-ban, a film harmincéves évfordulójának alkalmából digitálisan felújított változatban is megjelentették, a Capitol Records gondozásában, extra tartalmakkal kiegészítve.
1. „Gonna Fly Now (Theme from Rocky)” – DeEtta Little, Nelson Pigford (2:48)
2. „Philadelphia Morning” – Valentine (2:22)
3. „Going the Distance” – Valentine (2:40)
4. „Reflections” – Valentine (3:19)
5. „Marines' Hymn/Yankee Doodle” – Valentine (1:45)
6. „Take You Back (Street Corner Song from Rocky)” – Valentine (1:49)
7. „First Date” – DeEtta Little, Pigford (1:54)
8. „You Take My Heart Away” – DeEtta Little, Pigford (4:46)
9. „Fanfare for Rocky” (2:34)
10. „Butkus” (2:12)
11. „Alone in the Ring” (1:09)
12. „The Final Bell” (1:56)
13. „Rocky's Reward” (2:03)

## Folytatások
Az eredeti Rocky-filmet öt folytatás és egy spin-off követte: A Rocky II. (1979) cselekménye szerint Rocky vonakodva beleegyezik egy visszavágóba Apollo ellen és végül megnyeri a világbajnoki címet. A Rocky III.-ban, mely 1982-ben jelent meg, egy új szereplő mutatkozik be, Clubber Lang (Mr. T), a szókimondó, agresszív bokszoló, akinek Rocky világbajnoki övére fáj a foga. Az 1985-ös Rocky IV.-ben a veretlen szovjet bajnok, Ivan Drago (Dolph Lundgren) érkezik az Amerikai Egyesült Államokba és hamarosan Rockynak szembe kell szállnia vele a ringben. A Rocky V. (1990) című filmben Rocky agykárosodás következtében már véglegesen visszavonult és egy fiatal tehetséget, Tommy Gunnt (Tommy Morrison) igyekszik támogatni a világbajnoki öv elérésében. A Rocky Balboa című 2006-os filmben az idősödő Rocky bemutató mérkőzést vállal a világbajnok Mason Dixon (Antonio Tarver) ellen.
2015-ben jelent meg a Creed: Apollo fia című spin-off, melyben Rocky edzőként segíti Apollo Creed törvénytelen fiát bokszkarrierje elindításában. A film második része 2018-ban került a mozikba, ebben Ivan Drago visszatér és fia, Victor lesz Creed kihívója.